# Claudia Patacca
Claudia Patacca (Enschede, 17 september 1965) is een Nederlands sopraan werkzaam op het gebied van opera, oratorium en lied. Zij is sinds 2007 als hoofdvakdocent verbonden aan het ArtEZ Conservatorium in Zwolle. Daarnaast gaf ze masterclasses in Barcelona, Malmö, Riga, Tallinn en Nederland.

## Biografie
Patacca studeerde aan de Pedagogische Academie in Hengelo. Een jaar daarna begon ze haar zangstudie aan het conservatorium in Enschede bij Anne Haenen. Vijf jaar later studeerde ze cum laude af en won zij ook de Tubantiaprijs. Patacca vertrok naar Amsterdam om zich bij het Internationaal Opera Centrum van Hans Nieuwenhuis verder te specialiseren in het zingen van opera. Ze debuteerde met het Gloria van Poulenc tijdens haar studie aan het Muziekcentrum in Enschede. Haar operadebuut vond plaats in 1994 in het Concertgebouw tijdens het Holland Festival met Le roi Arthus van Chausson onder leiding van Edo de Waart.
Later was ze te horen in Bachs Matthäus-Passion met het Brabants Orkest onder leiding van Andreas Spering, het Gloria van Poulenc met het Radio Filharmonisch Orkest onder leiding van Hans Graf in onder meer de Zondagochtendconcertserie in het Concertgebouw, het Weihnachtsoratorium en de Messiah onder leiding van Klaas Stok, de 14e symfonie van Sjostakovitsj met de Nieuwe Philharmonie Utrecht onder leiding van Johannes Leertouwer, als Rosalinde in Die Fledermaus met het Nederlands Symfonieorkest onder leiding van Jan Willem de Vriend, als Elektra in Idomeneo, als Donna Anna in Don Giovanni, als Madame Silberklang in Der Schauspieldirektor van Mozart met het Nederlands Symfonieorkest onder leiding van Jan Willem de Vriend, als Eleonora in Salieries Prima la musica e poi le parole met het Combattimento Consort Amsterdam en als Ortlinde in Die Walküre van Wagner bij de Nationale Reisopera onder leiding van Ed Spanjaard in de internationaal geprezen enscenering van Antony MacDonald, tijdens het Valletta International Baroque Festival 2013 en 2014 met het Combattimento Consort Amsterdam en het Valletta Baroque Ensemble met Pimpinone van Telemann, de Koffiecantate van Bach en La toilette de Vénus van de Franse barokcomponist François Colin de Blamont.

## Repertoire
Op operagebied vertolkte Patacca onder andere:
- Ortlinde in Die Walküre van Wagner
- Donna Anna in Don Giovanni van Wolfgang Amadeus Mozart
- Elettra in Idomeneo van Wolfgang Amadeus Mozart
- Euridice in Orfeo van Christoph Willibald Gluck
- Rosalinde in Die Fledermaus van Johann Strauss jr.
- Fatime in Abu Hassan van Carl Maria von Weber
- Ann Trulove in The Rake's Progress van Igor Stravinsky
- Queen Tye in Achnaton van Philip Glass
- Violetta in La traviata van Giuseppe Verdi
- Eerste Dame in Die Zauberflöte van Wolfgang Amadeus Mozart

Ze trad daarbij op over de gehele wereld.
Sinds de zomer van 2007 is Patacca als hoofdvakdocent klassieke zang en operaklas verbonden aan het ArtEZ-conservatorium.

## Cd's
- Arthur Honegger: Mélodies et Chansons, met 62 liederen van Honegger
- La clemenza di Tito (opera van Mozart), als Vitellia
- Il sogno di Scipione (opera van Mozart), als Costanza
- Ascanio in Alba (opera van Mozart), als Venus
- Il rè pastore (opera van Mozart), als Tamiri
- In dulci jubilo: Maria Wiegenlied, Ave Maria, Stille Nacht, O Divine Redeemer
- Carmina Burana van Carl Orff, in een vertaling van Willem Wilmink